# Ricardo Soundy
Ricardo Antonio Soundy Mirón (ur. 3 stycznia 1948 w San Salvador) – salwadorski strzelec, olimpijczyk.
Wystąpił na Letnich Igrzyskach Olimpijskich 1968, na których pojawił się w jednej konkurencji. Zajął 50. miejsce w skeecie, wyprzedzając dwóch zawodników: Jorge André z Kostaryki i Luisa Santanę z Dominikany.

## Wyniki olimpijskie
| Igrzyska | Konkurencja | Wynik       | Miejsce | Źródło |
| -------- | ----------- | ----------- | ------- | ------ |
| IO 1968  | Skeet       | 147 punktów | 50      | [ 1 ]  |